# Cyathea lechleri
Cyathea lechleri là một loài thực vật có mạch trong họ Cyatheaceae. Loài này được Mett. mô tả khoa học đầu tiên năm 1859.